# Philly Joe Jones

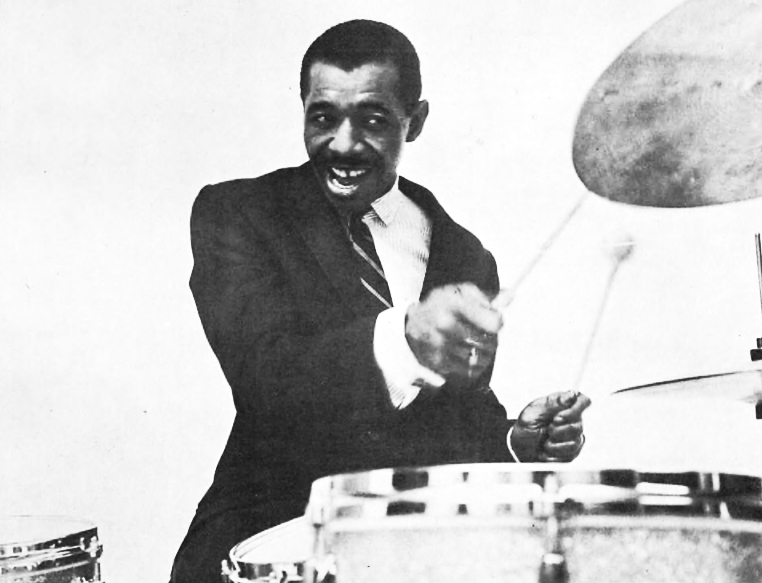
Philly Joe Jones (1964)

Joseph Rudolph „Philly Joe“ Jones (* 15. Juli 1923 in Philadelphia; † 30. August 1985 ebenda) war ein amerikanischer Jazz-Schlagzeuger. Der Spitzname Philly Joe bezieht sich auf seine Heimatstadt, das in der amerikanischen Umgangssprache „Philly“ genannte Philadelphia, und soll den Drummer von seinem ebenso berühmten älteren Kollegen „Papa“ Jo Jones aus der Band von Count Basie unterscheiden.

## Werdegang
Philly Joe Jones ging aus der Rhythm-&-Blues-Tradition der späten 1940er Jahre hervor, bevor er als Schlagzeuger im Modern Jazz zu arbeiten begann – wobei zu bedenken ist, dass die beiden Musikstile damals noch nicht so deutlich voneinander getrennt waren wie später. Noch in Philadelphia begleitete er John Coltrane und Benny Golson. 1947 ließ er sich in New York City nieder, wo er als Hausdrummer des Café Society mit Charlie Parker, Fats Navarro und Dizzy Gillespie spielte. Dann arbeitete er bei Ben Webster, Joe Morris, Tiny Grimes, Lionel Hampton, mit seinem Mentor Tadd Dameron und Tony Scott.
Zwischen 1955 und 1958 war er ein prägender Bestandteil in der Rhythmusgruppe des Miles-Davis-Quintetts und später -Sextetts. Davis trennte sich nicht aus musikalischen Beweggründen von Jones (im Gegenteil bezeichnete er ihn, wie später auch Bill Evans, als seinen bevorzugten Drummer), sondern ausschließlich wegen der Unzuverlässigkeit, die die schweren Drogenprobleme des Schlagzeugers für die professionelle Arbeit der Band mit sich brachten. Dennoch wirkte Jones bei unzähligen Plattenaufnahmen (Blue Note, Riverside, Prestige) mit, weil sein Sinn für Drive, Dynamik und Geschmack sehr gefragt waren. Unter dem feinfühligen Swing seiner Beckenarbeit setzte er auf der Snare-Drum und deren Rand hochkomplexe Akzente, die das Spielkonzept auf dem Instrument erweiterten.
Jones’ Beiträge zur Entwicklung des Schlagzeugspiels sind zahlreich und bildeten ihrerseits die Grundlage weiterer Neuerungen, wie sie im Umfeld des Free Jazz der 1960er von Musikern wie Tony Williams und dem (nicht mit „Philly Joe“ verwandten) Elvin Jones initiiert wurden. Besonders bekannt ist das charakteristische two beat feel, mit dem der Drummer im Zusammenspiel mit dem Kontrabassisten Paul Chambers häufig die Vorstellung des Themas der Bläser unterlegte.  Auch leitete er eigene Gruppen. Nachdem er 1962 wieder kurz bei Davis gespielt hatte, ging er 1964 an die Westküste, bevor er zwischen 1967 und 1972 in Europa lebte, wo er mehrere Schlagzeugschulen leitete, aber auch mit durchreisenden Musikern wie Archie Shepp spielte und aufnahm. Zurück in den USA gründete er die Jazzrock-Gruppe Le Grand Prix, um dann Bill Evans und Red Garland zu begleiten. Mit der Gruppe Dameronia erinnerte er an die Musik Tadd Damerons.

## Diskografie (Auswahl)
- Blue Train von John Coltrane (Blue Note, 1957)
- Blues for Dracula (OJC, 1958) mit Nat Adderley, Julian Priester, Johnny Griffin, Tommy Flanagan, Jimmy Garrison
- Cool Struttin’ (Blue Note, 1958) mit Sonny Clark, Art Farmer, Jackie McLean, Paul Chambers
- Drums Around the World (OJC, 1959) mit Blue Mitchell, Curtis Fuller, Cannonball Adderley, Benny Golson, Sahib Shihab
- Showcase (OJC, 1959) mit Bill Barron, Julian Priester, Blue Mitchell, Pepper Adams, Charles Coker, Jimmy Garrison
- Workout (Blue Note, 1962) mit Hank Mobley, Grant Green, Wynton Kelly, Paul Chambers
- Another Workout (Blue Note, 1985) mit Hank Mobley, Wynton Kelly, Paul Chambers
- No Room for Squares (Blue Note, 1963) mit Hank Mobley, Lee Morgan, Donald Byrd, Herbie Hancock, Andrew Hill
- Philly Joe Jones & Elvin Jones: Together! (Atlantic, 1961)
- The Turnaround! (Blue Note, 1963; 1965) mit Hank Mobley, Donald Byrd, Herbie Hancock
- M'Joe (OJC, 1968) mit Kenny Wheeler, Chris Pyne, Peter King
- Philly Mignon (OJC, 1977) mit Nat Adderley, Ira Sullivan, Dexter Gordon, George Cables, Ron Carter
- Drum Song (Sonet Records, ca. 1980) mit Tommy Turrentine, Charles Brown, Mickey Tucker, Mickey Bass